# Trofeo Melinda 1993
Il Trofeo Melinda 1993, seconda edizione della corsa, si svolse il 24 luglio 1993 su un percorso di 198 km, con partenza da Malé e arrivo a Fondo. La vittoria fu appannaggio dell'italiano Stefano Della Santa, che completò il percorso in 5h19'00", alla media di 37,241 km/h, precedendo lo svizzero Mauro Gianetti e il connazionale Wladimir Belli.

## Ordine d'arrivo (Top 10)
| Pos. | Corridore            | Squadra                           | Tempo    |
| ---- | -------------------- | --------------------------------- | -------- |
| 1    | Stefano Della Santa  | Mapei-Viner                       | 5h19'00" |
| 2    | Mauro Gianetti       | Festina-Lotus                     | a 0'04"  |
| 3    | Wladimir Belli       | Lampre-Polti                      | a 0'09"  |
| 4    | Maurizio Fondriest   | Lampre-Polti                      | a 2'57"  |
| 5    | Stefano Zanini       | Navigare-Blue Storm               | s.t.     |
| 6    | Davide Rebellin      | GB-MG Maglificio                  | s.t.     |
| 7    | Roberto Gusmeroli    | GB-MG Maglificio                  | s.t.     |
| 8    | Giorgio Furlan       | Ariostea                          | s.t.     |
| 9    | Massimiliano Lelli   | Ariostea                          | s.t.     |
| 10   | Francesco Casagrande | Mercatone Uno-Mendeghini-Zucchini | s.t.     |